# Henning Matriciani
Henning Matriciani (sinh ngày 14 tháng 3 năm 2000) là một cầu thủ bóng đá chuyên nghiệp người Đức thi đấu ở vị trí hậu vệ cho câu lạc bộ Schalke 04 tại Bundesliga.

## Danh hiệu
Schalke 04
- 2. Bundesliga: 2021–22